# Pressione radicale
La pressione radicale è un fenomeno che avviene nelle piante quando la traspirazione è bassa o assente e l'umidità atmosferica è alta, come di notte. In queste condizioni, i soluti assorbiti dalle radici si accumulano e questo comporta una diminuzione del potenziale osmotico che richiama altra acqua nella radice, in particolare nello xilema. Questo genera una pressione che spinge l'acqua verso l'alto fino alle foglie. Il fenomeno della guttazione, consistente nella fuoriuscita attraverso gli idatodi delle foglie di acqua che può essere scambiata per rugiada, è legato a questo evento.